# Licinio de la Fuente
Licinio de la Fuente y de la Fuente (Noez, 7 de agosto de 1923 - Madrid, 26 de febrero de 2015) fue un político, abogado del Estado, y empresario español. Ejerció de ministro de Trabajo durante la dictadura franquista. 

## Biografía

### Juventud y educación
Nació en el pequeño pueblo toledano de Noez, en el seno de una familia de agricultores. Su padre Eugenio fue alcalde del pueblo, estando adscrito a la CEDA. Al estallar la guerra civil, milicianos de los pueblos de alrededor venían de vez en cuando para intentar arrestarlo o para fusilarlo, pero consiguió evitarlos construyendo un escondite en casa de su padre y haciendo turnos por la noche con la madre de Licinio por si llegaban, refugiarse. En febrero de 1937 fue detenido junto con algunos familiares y amigos del pueblo, temiéndose la familia lo peor. Como en otras ocasiones, los vecinos del pueblo consiguieron convencer a los milicianos de que no lo fusilaran, pues siempre se había preocupado por dar trabajo en el pueblo cuando el paro subía y mejorar el acceso al agua de los cultivos. Algunos familiares y amigos de la familia sí fueron ejecutados. Posteriormente llegó al pueblo un "delegado del Socorro Rojo Internacional", encargándose del pueblo, y que, tras ver el buen expediente académico de Licinio trató de convencer a su familia de que tenía que ir a Rusia para conseguir la mejor formación posible. Se negaron a ello, tensándose la situación. Esta circunstancia y rumores de una nueva oleada de asesinatos y ejecuciones a medida que avanzaba la guerra decidieron al padre de Licinio a huir en marzo de 1937 de la zona republicana. En la huida, en la que participaron 7 familias del pueblo, recorrieron de noche campo a través 20 kilómetros hasta llegar al río Tajo, que marcaba el frente en aquel momento, y lo cruzaron con barcas para llegar a la zona sublevada.[cita requerida]
En Toledo, Licinio desempeñó varios trabajos como camarero o linotipista en la Editorial Católica, que publicaba el periódico El Alcázar, para poder sostener a su familia mientras estudiaba bachillerato, que terminó en un año menos de los 7 que duraba.

### Estudios universitarios
Inicialmente quiso estudiar arquitectura, pero lo costoso de los materiales y su falta de recursos le disuadieron de ello, decidiéndose finalmente a estudiar derecho. Para poder hacerlo necesitaba una beca económica, de las que sólo se ofrecieron 4 aquel año para la provincia de Toledo. Licinio no pudo obtenerla en un primer momento por "falta de méritos políticos", pero se enteró de que uno de los becados no pudo aprobar la reválida necesaria para acceder a la universidad y pidió audiencia al gobernador civil, Blas Tello para solicitarla. Éste le aseguró que con sus calificaciones merecía sobradamente la beca y le ayudó a conseguirla, interesándose a partir de entonces por sus calificaciones.[cita requerida]
Estudió Derecho mediante becas en la Universidad Complutense de Madrid (1944 a 1948), finalizando sus estudios en 4 años en vez de los 5 habituales. Al acabar opositó al Cuerpo de Abogados del Estado, pudiendo hacerlo gracias a que Juan Sánchez-Cortés, Antonio Melchor y Juan González de Mendoza se ofrecieron a prepararle gratuitamente. Aprobó las oposiciones en el primer intento, incorporándose al Cuerpo en febrero de 1950. Su primer destino fue Ciudad Real, donde permaneció hasta 1954, siendo destinado después a Segovia. Contrajo matrimonio con Asunción Asprón de la Vega en 1951.

### Carrera política
Perteneció a Falange Española y fue gobernador civil y jefe provincial del Movimiento de la provincia de Cáceres (1956-1960). Durante esta época, se inauguraron líneas de teléfono en más de 100 pueblos de la provincia, numerosas carreteras para mejorar las comunicaciones, el suministro eléctrico y el abastecimiento de agua. Prestó una especial atención al desarrollo de la zona de las Hurdes, donde inauguró numerosas escuelas, mejorando las comunicaciones y realizando planes de reforestación.
En 1960 fue nombrado delegado general del Instituto Nacional de Previsión, organismo encargado de la Seguridad Social a través del cual, en esos años, se fue integrando en el sistema público de sanidad a los médicos. Cesó en 1963 y se reincorporó a la Abogacía del Estado.
En 1965 fue nombrado director general del Servicio Nacional del Trigo por el ministro de Agricultura Adolfo Díaz-Ambrona, de donde pasó en 1968 a la presidencia del recién creado Fondo de Ordenación y Regulación de Productos y Precios Agrarios (FORPA). Al mando de este organismo, realizó una tarea de coordinación con la regulación exigida por las Comunidades Europeas para el Fondo Europeo de Orientación y Garantía Agrícola y su compatibilidad a los efectos de la integración europea. Tras la misma, se transformó en el Fondo Español de Garantía Agraria, que gestiona las subvenciones comunitarias en esta materia.
El 30 de octubre de 1969 fue nombrado ministro de Trabajo por Franco, que tenía una gran confianza en él. 

Ejerció el cargo de ministro de Trabajo entre octubre de 1969 y marzo de 1975. Durante su mandato como ministro de Trabajo, en la época del desarrollismo, se amplió en España la cobertura de la Seguridad Social a nuevos sectores sociales. De su mandato cabe destacar también el importante impulso a la protección sanitaria, con la creación de numerosos centros hospitalarios a nivel nacional como el Hospital Nacional de Parapléjicos de Toledo o el 12 de Octubre, entre otros. También se aprobaron importantes normas en materia social, como la Ley General de Seguridad Social de 1974, La Ley de Seguridad Social Agraria de 1970, de Protección a las Familias Numerosas de 1971, la Ley de Convenios Colectivos de 1973, la Ley de Cooperativas o de Emigración y numerosas ordenanzas laborales para regular sectores específicos de actividad laboral. También se dictaron en esta época numerosos Decretos para regular regímenes especiales de la seguridad social, algunos de los cuales siguen vigentes, como el de los autónomos. Al final de su gestión, el 87,8% de la población española estaba protegida por el sistema de la Seguridad Social.
En 1970, mediante decreto, se produjo una cierta legalización de la huelga aunque sin llegar reconocer este derecho. Según el mismo, si los representantes laborales hubieran formulado reclamaciones no contestadas por el empresario u obstaculizasen la negociación, no permitía la resolución del contrato de trabajo en caso de huelga, sólo su suspensión. Se eliminó por tanto la participación en la huelga como causa de despido.

Como norma destacable en el plano de la igualdad laboral de la mujer también hay que mencionar el Decreto de 20 de agosto de 1970, por el que se regulan los derechos laborales de la mujer trabajadora, que en su artículo primero establecía:
"La mujer tiene derecho a prestar servicios laborales en plena situación de Igualdad jurídica con el hombre y a percibir por ello idéntica remuneración."
Durante su mandato, Licinio de la Fuente también fue un firme defensor de la Magistratura del Trabajo, actual jurisdicción social, diferenciándola de los tribunales civiles, frente a posturas de otros ministros como Antonio María de Oriol. Finalmente se mantuvieron siguiendo su criterio, reflejado en esta cita:
"Frente a las soluciones fáciles del despido, la huelga y el cierre, la conflictividad laboral demanda cada día más las soluciones rigurosas y progresistas del derecho y el juez. Dejar un bien individual y social del tal significación, como es el trabajo, al libre juego de las posiciones económicas o de las coacciones sociales, sería declinar una de las más importantes y decisivas responsabilidades del Estado."
En el periodo 1974-1975 asumió las funciones de vicepresidente tercero del Gobierno, durante la presidencia de Carlos Arias Navarro.

#### Dimisión
Durante el mandato de Carlos Arias, se fue produciendo un importante distanciamiento con el presidente, a pesar de haber sido nombrado vicepresidente. Licinió criticó que el cargo de vicepresidente lo fuera sólo simbólicamente, sin ninguna atribución añadida, lamentando en particular la negativa a crear una Comisión Delegada del Gobierno para tratar asuntos sociales. También expresa en sus memorias que en múltiples ocasiones el presidente se negó a apoyar públicamente los objetivos sociales del Ministerio, llegando al entendimiento de que eran sólo de éste y no de todo el Gobierno. 
Se agravó la situación con los sucesivas retrasos en la aprobación de la Ley Básica del Trabajo (antecedente del Estatuto de los Trabajadores, nombre que también se barajó) que Licinio quería aprobar; su fragmentación en diversas leyes como las de Relaciones Laborales y de Huelga y, finalmente; la negativa a aprobarlas.
El 20 de febrero de 1975, De la Fuente presentó en el Consejo de Ministros un proyecto de Ley de Huelga, pero se encontró con la propuesta sorpresiva en el mismo de algunas enmiendas que permiten a los empresarios despedir libremente durante la huelga a los trabajadores, sean o no huelguistas. Tras una ardua discusión con los ministros que la apoyaban, especialmente José García Hernández, de Gobernación y el presidente Carlos Arias, se compromete a estudiar las enmiendas para evitar el rechazo del texto y debatirlo en otro Consejo. Sin embargo, al reanudarse por la tarde el Consejo de Ministros, el presidente exige aprobar inmediatamente la norma con las citadas enmiendas. De la Fuente se niega, y tras varios días de meditación, decide presentar su dimisión al presidente y al jefe del Estado por la evidente falta de apoyo y confianza del presidente del Gobierno. El sucesor en el cargo de ministro de Trabajo, Fernando Suárez González consiguió aprobar apenas 2 meses más tarde un Decreto-ley que legalizaba la huelga sin las enmiendas que motivaron la dimisión de Licinio, recogiendo y avanzando en sus propuestas.

### Transición
En octubre de 1975 expiraba el mandato del presidente de las Cortes Alejandro Rodríguez de Valcárcel (Puesto clave para designar las ternas de candidatos a presidente del Gobierno, pues suponía también la presidencia del Consejo del Reino), y el Príncipe Juan Carlos presentó a Franco su propuesta de nombrar a Torcuato Fernández-Miranda (más tarde sería considerado el padre de la Ley para la Reforma Política) para el cargo. Franco lo rechazó: "Ya sé que Torcuato Fernández-Miranda es muy inteligente, pero Licinio también es muy inteligente y tiene menos antipatías". Finalmente Franco murió 6 días antes de la elección del presidente, el Consejo del Reino presentó una terna en la que se proponía a Fernández-Miranda con 14 votos, a De la Fuente con 12 y a Emilio Lamo de Espinosa con 8, designando finalmente el Rey al primero. Algunos autores como Stanley Payne, no obstante, sostienen que Franco deseaba la reelección de Valcárcel.
Torcuato Fernández-Miranda le encomendó la presidencia de la Comisión de Justicia, que desempeñaría hasta la disolución de las cámaras en las elecciones constituyentes en 1977. En esta comisión se debatió el proyecto de reforma de Código Penal de 1976, que fue clave para permitir la legalización de los partidos políticos, especialmente el Partido Comunista, por contener la definición de las asociaciones ilícitas en el artículo 172.
Al morir Franco, también se especuló con que pudiera ser nombrado por el rey, presidente del Gobierno, siéndolo finalmente Adolfo Suárez, como así se reflejó en un documento de la CIA desclasificado años después.
Fue especialmente importante la participación del Grupo de Alianza Popular para la aprobación de la Ley de Reforma Política. Se estima que este grupo controlaba a 200 parlamentarios, esenciales para alcanzar los 2/3 de los 531 procuradores necesarios para aprobar la reforma. Los primeros contactos del Presidente Adolfo Suárez con Alianza Popular se realizaron a través de De la Fuente. El día de la votación, el grupo, a través de Cruz Martínez Esteruelas, exigió la modificación del sistema electoral proporcional que proponía el Gobierno en el proyecto por uno mayoritario basado en la provincia como circunscripción electoral. Finalmente se llegó a una solución de consenso durante un receso y el Grupo acordó apoyar el proyecto con su voto a favor. Posteriormente haría campaña activa para obtener el voto a favor en el referéndum celebrado para su ratificación.
En 1976, fundó el partido Democracia Social, que se integró con otros seis en la coalición Alianza Popular (AP), denominada por la prensa "Los siete magníficos", la cual acabó transformándose en un partido único, bajo el liderazgo de Manuel Fraga Iribarne, pero no les acompañó el éxito electoral y obtuvo tan solo 16 diputados. Con los años, AP, el partido que Licinio de la Fuente cofundó, se fusionaría con el Partido Demócrata Popular (PDP) y el Partido Liberal (PL) para crear el actual Partido Popular. No obstante, De la Fuente se desvinculó de toda responsabilidad en el partido tras las Elecciones Generales de 1977, manifestando "discrepancias Importantes sobre la estrategia, la imagen y la actitud política de Alianza Popular", manteniendo el escaño como diputado durante la Legislatura Constituyente integrado en el Grupo Parlamentario Popular.
Participó en los debates constitucionales, proponiendo un total de 46 enmiendas sobre el articulado de la Constitución, principalmente los de contenido social. Entre ellos cabe destacar la inclusión del actual artículo 129.2 a su propuesta, conteniendo la obligación de los poderes públicos de "establecer los medios que faciliten el acceso de los trabajadores a la propiedad de los medios de producción". También propuso eliminar el término "nacionalidades" en una enmienda al artículo 2.º. Era contrario a la institución del jurado, oponiéndose en los debates a la introducción del artículo 125 que lo regula.
Otro punto en el que intervino fue el relativo a la cooficialidad de las lenguas, proponiendo que se empleara el término "español" en vez de "castellano"; y que se permitiera en los Estatutos de Autonomía optar o no por configurar las lenguas como cooficiales en cada comunidad autónoma, en vez de imponerlo en la Constitución como finalmente se hizo.
En la votación final de la Constitución se abstuvo, por no poder en conciencia aceptar el reconocimiento que en ella se hacía a las nacionalidades autonómicas en su art. 2, ni una distribución competencial indefinida que permite en el artículo 150.2 delegar en las comunidades autónomas cualquier facultad correspondiente a materia de titularidad estatal susceptible de delegación. Tras el final de la legislatura constituyente en 1979 abandona definitivamente la política.

### Últimos años
Al abandonar la política se reincorporó a la Abogacía del Estado ante el Tribunal Supremo, en la que permaneció hasta 1990. Posteriormente se incorporó al Consejo de Administración del Banco Gallego, del Banco Internacional de Comercio, Banco de Granada, Banco Central Hispano Hipotecario, Española de Zinc, Dragados y, finalmente, Ibermutuamur.
Fue comisario de la exposición 100 años de Seguridad Social celebrada el año 2000 y también colaboró con algunas organizaciones no gubernamentales, como Mensajeros de la Paz del Padre Ángel.
Falleció el 26 de febrero de 2015 en Madrid.

### Curiosidades
- Según los Payasos de la Tele, Licinio medió para que pudieran venir y trabajar a España. En una visita diplomática a Argentina en octubre de 1971 coincidió con los hermanos Aragón en la embajada, solicitando éstos trabajo en España. En palabras de Gaby: “Nos preguntó, medio en broma, -contaba Gaby años después- si queríamos algo de España. Y yo le contesté: ¿No es usted el ministro de Trabajo? Pues lo que queremos es trabajar en España, que llevamos casi treinta años fuera de nuestra tierra. Y el atrevimiento dio resultado; a la semana recibimos una oferta para actuar en Televisión Española”[32]
- Lugares nombrados en su honor: Una calle en Las Torres de Cotillas, Murcia; en Recas, Toledo; en Arguineguín, Gran Canaria; un instituto de Educación Secundaria en Coín, Málaga, hasta el año 2018;[33] un Centro de Educación Infantil y primaria en Alía, Cáceres; un Centro de Educación Infantil y Primaria en Valdeobispo, Cáceres y la plaza mayor de su pueblo natal, Noez.

### Caso Puig Antich
El 31 de octubre de 2014, la jueza argentina María Romilda Servini, instructora de la causa penal contra el franquismo, y basándose en el principio de justicia universal, envía una orden de detención internacional contra Licinio de la Fuente y otros dieciocho dirigentes de la dictadura franquista, solicitando su extradición con el objetivo de interrogarles. La magistrada imputa a Licinio de la Fuente "el haber convalidado con su firma la sentencia de muerte de Salvador Puig Antich", último ejecutado a garrote vil del franquismo, el 2 de marzo de 1974. El 14 de julio de 2017 la Sala Segunda de la Cámara Criminal y Correccional Federal de Buenos Aires revocó la orden de detención emitida por la jueza argentina contra Martín Villa y otros ministros franquistas, entre ellos Licinio de la Fuente, por considerarla "infundada porque no se basó en una fundamentación que abordara de forma correcta el espacio temporal ni el contexto que rodeó a los hechos atribuidos al exministro español."  Sobre la convalidación de la sentencia, cabe decir que se refiere a la posibilidad de indulto que le correspondía otorgar discrecionalmente al jefe del Estado ante las sentencias condenatorias a muerte, de las que debía ser notificado. De no otorgar el indulto, le correspondía firmar el "enterado" de la misma para que se procediera a su ejecución. Podía someter dicha decisión a consulta del Consejo de Ministros si lo estimaba oportuno, pero carecía de potestades decisorias.

### Distinciones
- Gran Cruz de la Orden de Isabel la Católica[40]
- Gran Cruz de la Orden de San Raimundo de Peñafort[41]
- Gran Cruz de la Real y Muy Distinguida Orden de Carlos III[42]
- Medalla de Oro al Mérito en el Trabajo.[43]
- Gran Cruz de la Orden del Mérito Civil.[44]
- Gran Cruz de la Orden Civil de Alfonso X el Sabio.[45]
- Gran Cruz de la Orden de Cisneros.[46]
- Gran Cruz de la Orden Civil del Mérito Agrícola.[47]
- Gran Cruz de la Orden Imperial del Yugo y las Flechas.[48]
- Gran Cruz de la Orden del Mérito Aeronáutico, con distintivo blanco.[49]
- Gran Cruz de la Orden del Mérito Militar, con distintivo blanco.[50]

## Obras
- Trabajo, sociedad, política: doctrina de un humanismo social, Madrid, Servicio de publicaciones del Ministerio de Trabajo, 1973.[51]
- Valió la pena. Memorias, Madrid, Edaf, 1998.